# ترزا هاینتز
 ترزا هاینتز (انگلیسی: Teresa Heinz؛ زادهٔ ۵ اکتبر ۱۹۳۸) یک بازرگان، و نیکوکاری اهل پرتغال است.